# Волотово (Белгородская область)
Волотово — село в Чернянском районе Белгородской области. Центр Волотовского сельского поселения.

## География
Село Волотово находится в 27 километрах к востоку от райцентра Чернянки и ближайшей ж/д станции. Через село проходит автодорога регионального значения 14К-7 (Короча – Чернянка – Красное).

## История
По преданию, село Волотово назвали по имени погибшего во время турецкого похода в XVII веке воеводы Волота, похороненного под холмом, насыпанным касками и шлемами воинов. Холм расположен на окраине северо-восточной части села. Датой возникновения села считается 1663 год.
В начале XVIII века, на пожертвования прихожан, был построен деревянный храм. В XIX веке его сломали и перевезли в Новую Безгинку, а чуть восточнее на этой же площади заложили новый.
В 1882 году в селе была открыта церковно-приходская школа.
В 1885 году село Волотово входило в состав Ново-Оскольского уезда Ново-Безгинской волости и насчитывало 496 дворов (490 — «крестьяне государственные душевые», шесть — «крестьяне водворенные на собственную землю»).
В 1907 году была построена земская больница. 
В 1932 году в Чернянском районе ЦЧО был Болотовский сельский Совет, в котором Волотово было разделено на 2 части: Волотово 1-е (центр сельсовета, 1817 жителей) и Волотово 2-е (1183 жителя). 
5 июля 1942 года немецкие войска вошли в Волотово, которое было оккупировано до 24 января 1943 года, когда село было освобождено советскими войсками.
Начиная с 1940-х годов Волотово уже не делили на 1-е и 2-е, и оно в едином составе продолжало оставаться центром сельского Совета. 
В 1958 году началось строительство нового здания школы. В 1967 году был открыт Дом культуры.

## Население
| 1877 | 1897  | 2002 | 2010 | 2012 | 2013 | 2014 | 2015 | 2016 |
| ---- | ----- | ---- | ---- | ---- | ---- | ---- | ---- | ---- |
| 3233 | ↗3627 | ↘966 | ↘915 | ↘895 | ↘879 | ↘852 | ↗855 | ↘844 |
| 2017 | 2018  | 2019 | 2020 | 2021 |      |      |      |      |
| ↘837 | ↘818  | ↘799 | ↗802 | ↘766 |      |      |      |      |

К 1890 году Волотово насчитывало 3434 жителя.
В 1979 году в селе проживало 1200 жителей, через десятилетие — 1002 (456 мужчин и 546 женщин).